# Malo (Vanuatu)
Malo ist eine rund 180 km² große, zu den Neuen Hebriden zählende Insel im Korallenmeer, einem Randmeer des Südpazifiks, welche zum Inselstaat Vanuatu gehört. Sie liegt etwa 5 km südöstlich der größten vanuatuischen Insel Espiritu Santo. Gemeinsam mit Malo und einigen wenigen Eilanden vor der Ostküste von Espiritu Santo bilden die Inseln die vanuatuische Provinz Sanma.
Malo ist wie die meisten Inseln in Vanuatu vulkanischen Ursprungs. Der höchste Punkt Malo Peak liegt etwa 326 Meter über Meeresniveau. Auf der Insel befinden sich mehrere Kopra- und Kakaoplantagen.
Zur Volkszählung 2009 lebten 4279 Menschen auf Malo, zumeist an der Süd- und Westküste. 1999 waren es etwa 3000, 600 davon im Hauptort Avunatari (Abnetare) an der Nordwestküste. Die Insel gilt aufgrund eines archäologischen Fundes (Steingefäß), der auf ein Alter von über 4000 Jahren geschätzt wurde, als eine der am frühesten besiedelten Inseln des heutigen Vanuatu.